# Kellerhaus (Wüstung, Dornheim)
Das Kellerhaus ist eine Wüstung auf dem Gebiet des Iphöfer Ortsteils Dornheim. Das Haus wurde im 20. Jahrhundert abgebrochen.

## Geografische Lage
Die Wüstung liegt circa 850 m nordwestlich des Dorfes Dornheim. Nördlich fließt der Zettelbach vorbei, während im Osten, etwa 100 m entfernt, noch heute die Straße Dornheim-Hellmitzheim an der Stelle vorbeiführt. Von Hellmitzheim ist die Wüstungsstelle ungefähr 900 m entfernt. Südwestlich ist die Hohlbrunnermühle zu finden. Nordöstlich verläuft heute die Bahnstrecke Fürth–Würzburg. Die Wüstung liegt in der Flurlage Dornheimer Grund.

## Geschichte
Die Geschichte des Kellerhauses reicht bis in die erste Hälfte des 19. Jahrhunderts zurück. Damals war es ein Wirtshaus mit Bierausschank neben einem Lagerkeller an einem Berg. Im Jahr 1826 erhielt der Wirt Johann Leonhard Rosenbauer das Kellerhaus aus Allod aus der Mitgift seiner Frau. Um 1835 war es immer noch in seinen Händen. Gleichzeitig bestanden die Flurlagen „Am untern Kellerhaus“, „beym Kellerhäuslein“ und „der Kellerhausweg“.
Gegen 1900 wurde das Kellerhaus neuerlich in den Quellen erwähnt. Weiterhin diente es als Wirtshaus in der Nähe des Zettelbachs. Erst nach 1945 wurde das Anwesen abgerissen und der Name verschwand.